# Clistopyga moraviae
Clistopyga moraviae är en stekelart som beskrevs av Gauld, Ugalde och Paul E. Hanson 1998. Clistopyga moraviae ingår i släktet Clistopyga och familjen brokparasitsteklar. Inga underarter finns listade i Catalogue of Life.